# إلدا بيرالتا
إلدا بيرالتا (28 يوليو 1932 - مايو 2024)، هي ممثلة وكاتبة مكسيكية. كانت ممثلة من العصر الذهبي للسينما المكسيكية، بدأت العمل في السينما عام 1949.

## روابط خارجية
- إلدا بيرالتا في قاعدة بيانات الأفلام على الإنترنت